# 尤努西·圖雷
尤努西·圖雷（法語：Younoussi Touré，1941年12月27日—2022年10月17日）是馬里政治家。他於1992年6月9日至1993年4月12日擔任馬里總理，是阿爾法·奧馬爾·科納雷總統任期內任命的首位總理。圖埃於2003年至2014年擔任共和民主聯盟主席。他於2007年至2012年擔任國民議會第一副主席，並於2012年至2013年擔任國民議會主席。

## 早年生活和職業生涯
圖雷於1941年12月27日出生於法屬蘇丹尼亞豐凱省的尼奧杜古。他在尼亞豐凱就讀小學和中學，之後就讀於蘇丹工藝學校、塞瓦雷師範學校、卡蒂布古師範學校和阿斯基亞·穆罕默德高中，之後進入達喀爾大學和法國銀行技術學校學習。
圖雷擁有經濟學研究生學位，曾在馬利中央銀行擔任總經理，之後成為西非中央銀行（BCEAO）行長的特別顧問。

## 政治生涯
圖雷擔任總理近一年。科納雷於1993年4月9日接受內閣請辭，並於4月12日任命阿卜杜拉耶·塞古·索烏接任總理。
圖雷於1995年1月30日被任命為西非经济货币联盟委員會六名委員之一。2003年6月，共和民主聯盟成立，圖雷當選為主席。
在2007年7月的國會選舉中，他憑藉尼亞豐凱選區的共和民主聯盟候選人名單當選國民議會議員；該名單獲得了該選區50.16%的選票，使圖雷成為全國十三名在第一輪選舉中當選的候選人之一。2007年9月，他當選為國民議會第一副主席。
2012年3月政變後，國民議會主席迪翁昆達·特拉奧雷於2012年4月就任馬利臨時總統。因此，國民議會主席一職空缺，圖雷以國民議會第一副主席的身份接替他擔任該職位。宣布該職位空缺並指定繼任者的動議提交憲法法院確認，法院於2012年6月8日批准。他繼續主持國民議會至2013年11月的議會選舉，但未參加連任。
在2014年11月舉行的URD第三次常務代表大會上，蘇馬伊拉·西塞接替尤努西·圖雷擔任URD主席。圖雷被任命為名譽主席。

## 個人生活與死亡
圖雷於2022年10月17日在法國巴黎去世，享年80歲。